# Film de protection
Un film de protection peut être temporaire (protection de surfaces lors de fabrication, transformation, manipulation, stockage) ou définitif (destiné aux vitrages de véhicules et de bâtiments).

## Cadre général

### Le film de protection temporaire

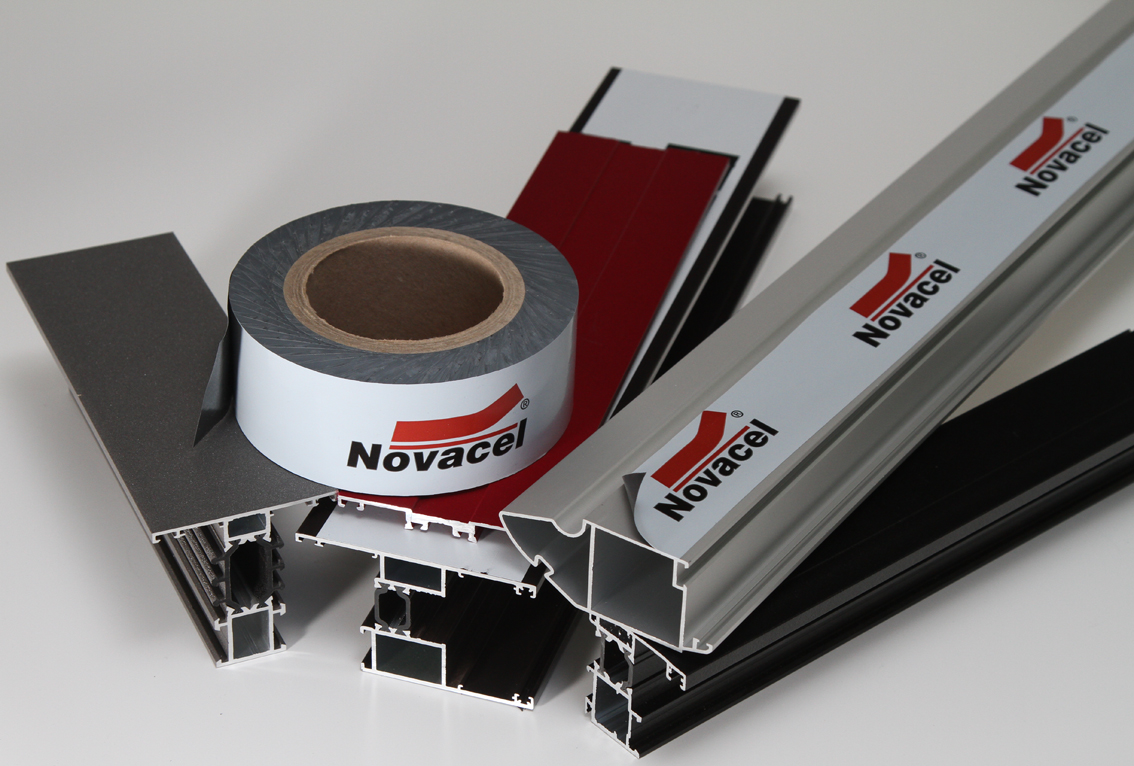
Temporary Surface Protection for Aluminium Profiles

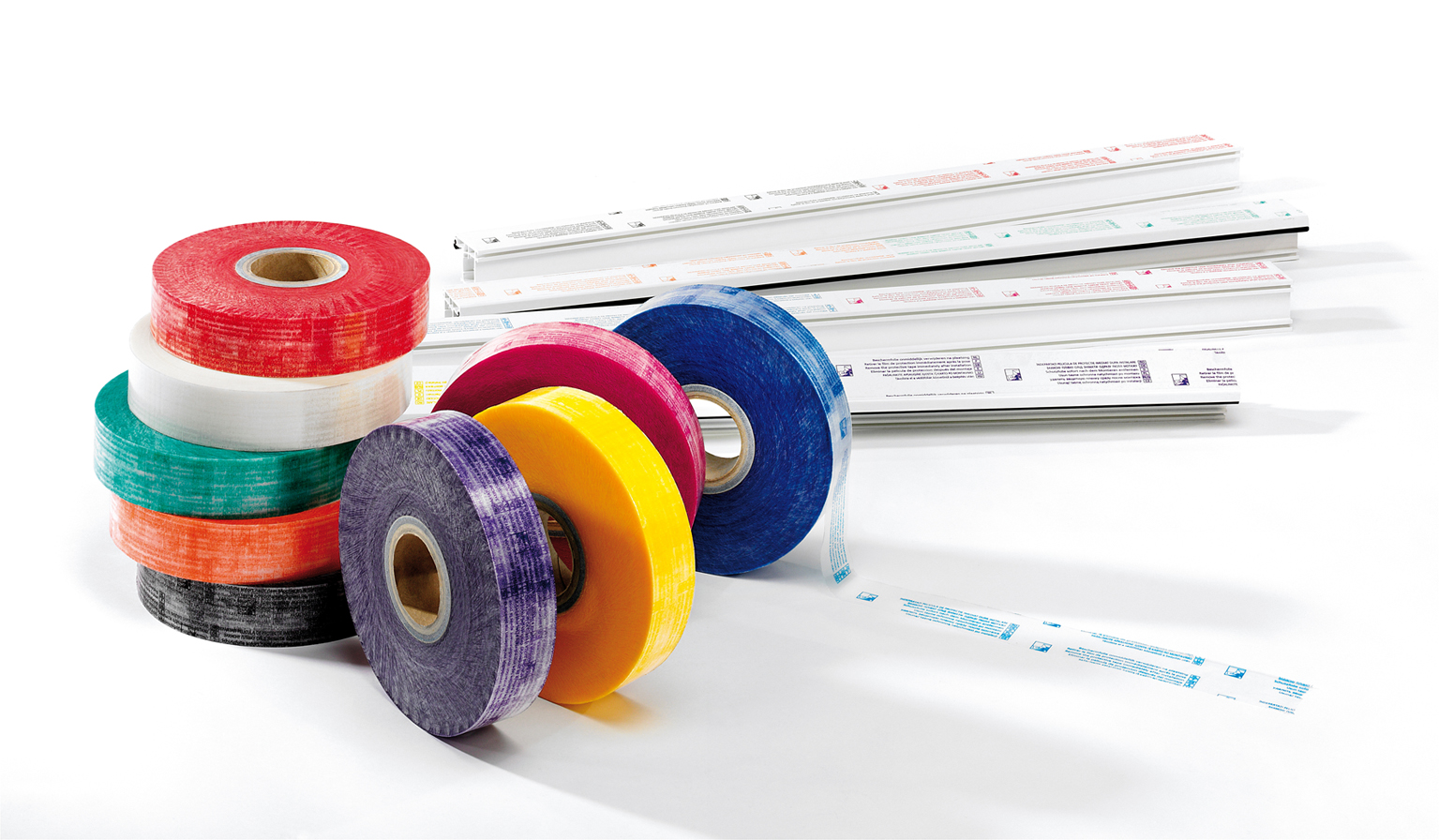
Temporary Surface Protection for Plastics Profiles

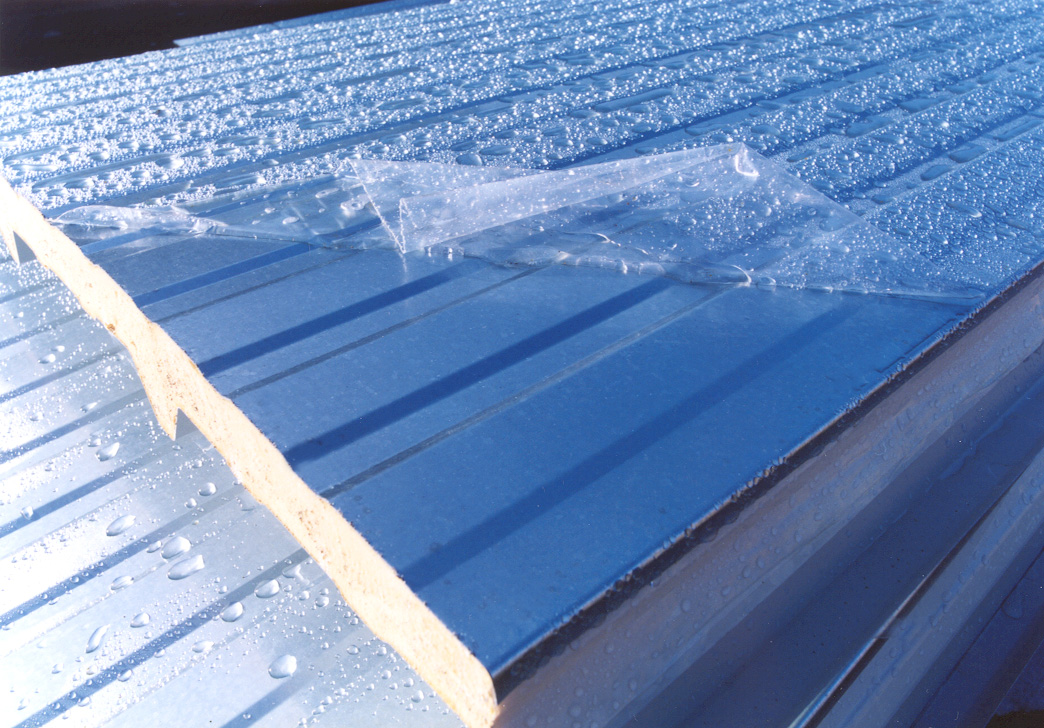
Temporary Surface Protection for Precoated Metals

Pour protéger les surfaces belles et fragiles, le film de protection est une barrière aux agressions extérieures évitant les rayures, éclats, salissures, marques d'outils. Pour une application optimale, il est nécessaire qu'il soit appliqué sur la surface avec une machine applicatrice adéquate :
- automatique en reprise ou en ligne,
- avec une pression homogène sur toute la surface,
- sans plis, ni bulles,
- avec une tension minimale sur la largeur et la longueur du film.

Il est appliqué sur l'acier, l'aluminium, les matières plastiques, les profilés, le verre, le stratifié, le textile et la moquette.
Il offre une meilleure productivité en évitant les retouches et le nettoyage final. 
Une fois le process terminé, le film peut être retiré sans laisser de traces sur la surface.

### Le film de protection définitif
Il permet de renforcer les vitres contre de nombreux désagréments tels que :
- Le soleil : équipé d'un filtre anti-ultraviolets, les vitres (généralement teintées pour vitres teintées) protègent les occupants de l'habitacle des rayons nocifs pour la peau et les yeux[1]. De plus, ils permettent de diminuer la luminosité en phase de conduite.

- Le car jacking : les films de protection auto permettent d'éviter le bris de glace lors d'attaques de piraterie routière[2]. Ils évitent les effractions en tout genre pouvant causer des dégâts physiques et/ou matériels.

- Le bris de glace : outre le phénomène de piraterie routière, le bris de glace peut causer de nombreux dégâts lors d'accidents, tant en voiture qu'à la maison. La pose de films de protection permet d'éviter la brisure ou la cassure de la vitre : elle est notamment utilisée par l'armée et la police en vue de renforcer ou blinder un vitrage[3].

- Le gaspillage énergétique : les films de protection (teintés) permettent de diminuer les dépenses de chauffage en hiver et de climatisation en été, lorsqu'ils sont appliqués à des vitres de fenêtres de maison. Les films auto permettent de diminuer la consommation d'essence supplémentaire due à la mise en route du chauffage ou de la climatisation de l'habitacle.

## Nouveautés
Les films de protection temporaire de surfaces existent déjà depuis près de 40 ans. Ils s'adaptent aux évolutions des différents marchés (bâtiment, électroménager, automobile, électronique) ; ainsi régulièrement de nouveaux produits voient le jour.
Depuis peu, de nouvelles applications de films de protection sont apparues. Par exemple, les films de protection pour téléphones portables (iPhone notamment) et des films de protection solaire pour avions.

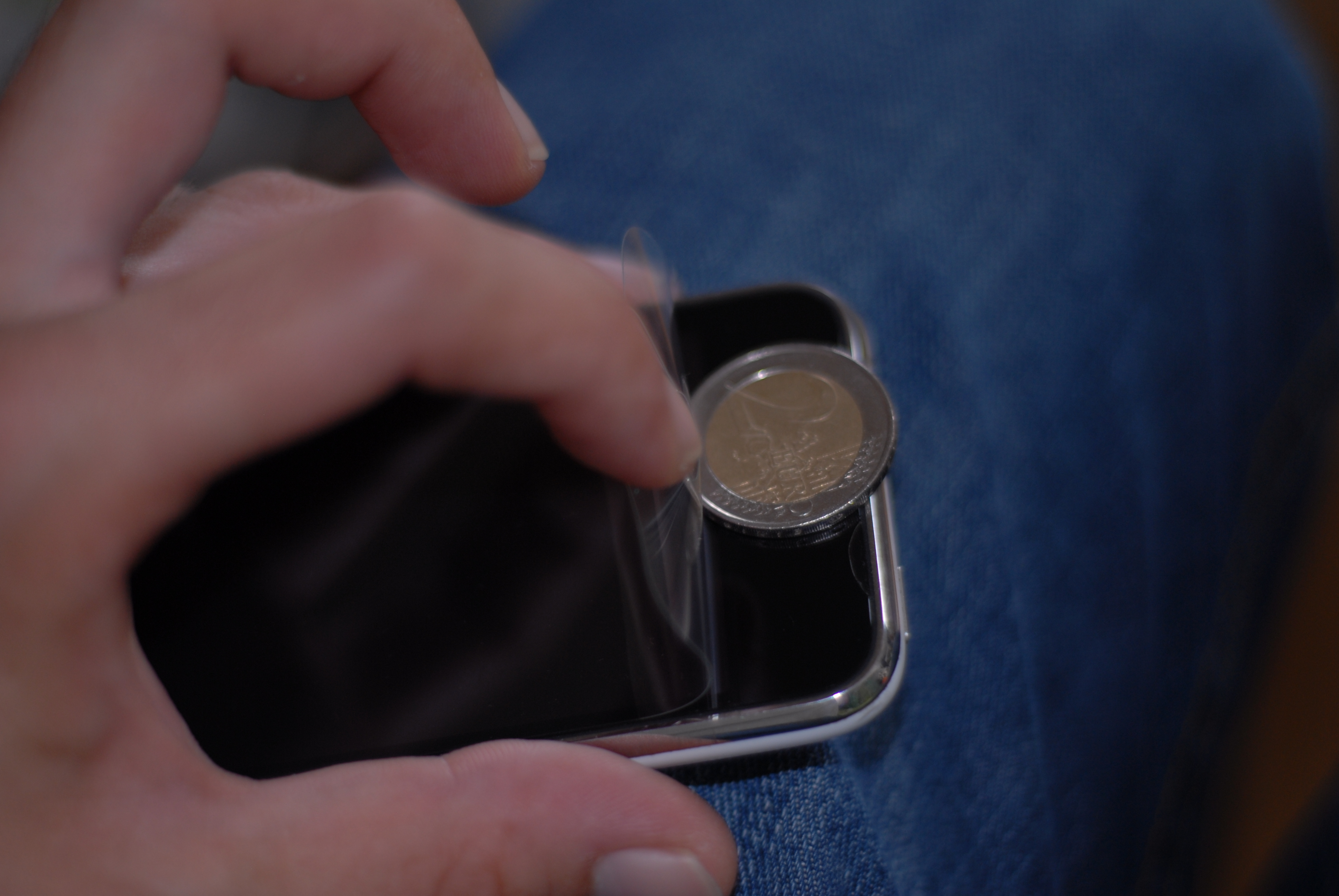
Un film de protection sur un smartphone